# Mustapha Bangura
Mohamed Mustapha Hadji Bangura (ur. 24 października 1989 w Freetown) – sierraleoński piłkarz grający na pozycji ofensywnego pomocnika. Były, piętnastokrotny reprezentant Sierra Leone. Większość swojej kariery spędził na Cyprze.